# Chambray-lès-Tours
Chambray-lès-Tours – miejscowość i gmina we Francji, w Regionie Centralnym, w departamencie Indre i Loara.
Według danych na rok 1990 gminę zamieszkiwało 8190 osób, a gęstość zaludnienia wynosiła 422 osoby/km² (wśród 1842 gmin Regionu Centralnego Chambray-lès-Tours plasuje się na 37. miejscu pod względem liczby ludności, natomiast pod względem powierzchni na miejscu 678.).